# 朱豪𡑡
应山端顺王朱豪𡑡（1434年—1489年2月3日），明朝应山悼恭王朱贵㸎嫡长子，母王妃荣氏。

## 生平

### 早年
正统七年（1442年）五月赐名。
正统十一年（1446年）七月，朱贵㸎去世。九月，朱豪𡑡奏称父亲薨逝，祿米应當停止，但希望怜悯自己孤苦，今年仍赐禄米如前，获准。十二年（1447年），朱豪𡑡仍然收了禄米，也没有上奏说明。十三年（1448年），所司发文令朱豪𡑡将去年所领的禄米如数交还官府，但这些米已经快被吃完了，朱豪𡑡才上奏说明情况并请罪。明英宗命他不用将禄米交还官府。九月，朱豪𡑡以家人众多、用度艱難为由，请求賜歲祿赡养。戶部以為朱豪𡑡是未袭封的郡王继承人，按例没有禄米。英宗命给朱贵㸎的一半歲祿。
正統十四年（1449年）五月，册封朱豪𡑡為應山王。

### 受封后
景泰元年（1450年）二月，給朱豪𡑡歲祿一千石，米鈔各半。
景泰二年（1451年）七月，明代宗遣武安侯鄭宏、隆平侯張福為正使，兵科給事中谷茂、刑科給事中劉璉為副使，持節冊封兵馬副指揮陳佑的女兒為應山王妃，賜冠服誥命。
天順元年（1457年）三月，朱豪𡑡奏弟鎮國將軍朱豪䵺該成婚了，但艱難無從措辦，納徵禮物请求如十七叔沅陵王朱贵燏奏准事例采辦，將自己去年及今年的折色歲祿共一千石暫支用荊州府倉的本色米，獲准。
十一月，朱豪𡑡上奏請求菜戶，英宗命按例给予。
天順四年（1460年）三月，以湖廣石首縣沙州地給應山王府採辦柴薪。
弘治二年（1489年）正月，朱豪𡑡薨。明孝宗輟朝一日，按制度賜祭葬，諡端順。弘治四年（1491年），嫡长子朱恩镏袭封。

## 评价
- 《弇山堂别集》卷075：守禮執義，和比於理。

## 家庭

### 妻妾
- 王妃陈氏

### 子孙
- 嫡长子应山和僖王朱恩镏
- 第二子鎮國將軍朱恩銈，成化十四年（1478年）十月赐名，[14]弘治九年（1496年）五月已故[15]
  - 嫡长子輔國將軍朱寵波，弘治十一年（1498年）七月赐名，[16]正德四年（1509年）六月封辅国将军管王府事，[17]正德十一年（1516年）四月已故，身后有夫人赵氏[18]